# 西門·布萊特
西門·布萊特（英語：Simon Bright）是紐西蘭的電影藝術總監和布景設計師。在2006年的奧斯卡頒獎典禮上，他因在電影《金剛》中的工作而與丹·漢納和葛蘭特·梅傑共同獲得了奧斯卡最佳藝術指導獎提名；2013年，布萊特因《哈比人：意外旅程》而再度與丹·漢納和拉·文森特獲得奧斯卡最佳藝術指導提名。

## 榮譽
- 2005年 第78屆奧斯卡獎最佳藝術指導 提名 《金剛》[1]
- 2012年 第85屆奧斯卡獎最佳藝術指導 提名《哈比人：意外旅程》[2][3]

## 主要電影作品
- 2014年，《哈比人：五軍之戰》
- 2013年，《哈比人：荒谷惡龍》
- 2012年，《哈比人：意外旅程》
- 2009年，《阿凡達》
- 2005年，《金剛》
- 2003年，《魔戒三部曲：王者再臨》
- 2002年，《魔戒二部曲：雙城奇謀》
- 2001年，《魔戒首部曲：魔戒現身》

## 外部連結
- 西門·布萊特在互联网电影资料库（IMDb）上的資料（英文）
- 西門·布萊特 （页面存档备份，存于）在時光網上的資料